# JP233

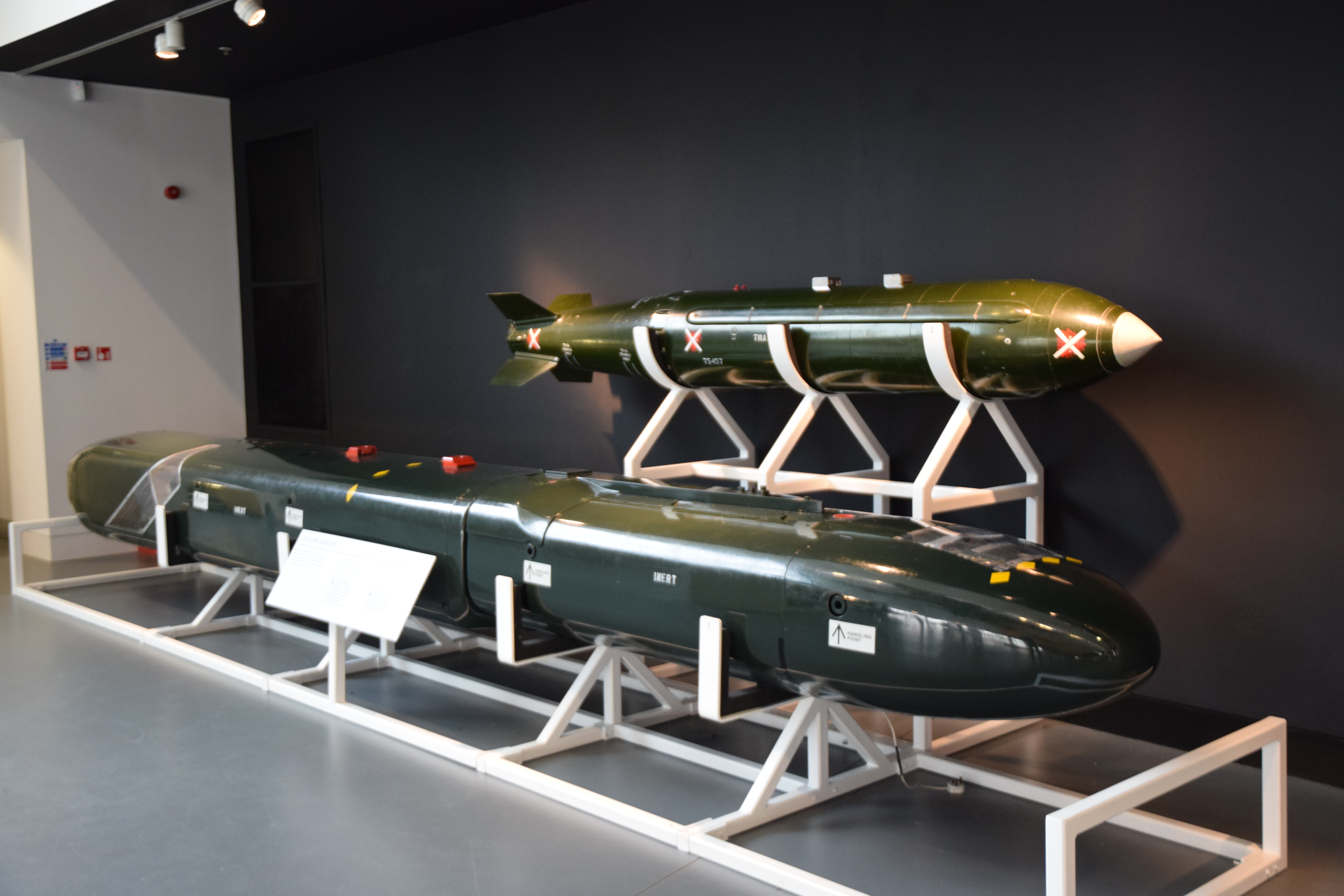
Un JP233 (en bas) et une bombe nucléaire tactique WE.177C (en haut) au RAF Museum de Londres

Le JP233 est un système de largage de sous-munitions anti-pistes développé par les britanniques pour équiper leurs avions Tornado. Il prend la forme de deux pods fixés sous les ailes et contenant plusieurs centaines de sous-munitions à largage ralenti par parachutes. La partie arrière du pod contient 30 sous-munitions SG-357 de 26 kilos composées d'une charge creuse qui perfore la piste et d'une seconde charge explosive qui crée un large cratère. La partie avant du pod JP233 contient 215 mines antipersonnel HG-876 à explosions retardées ou déclenchées, empêchant toute réparation rapide de la piste.
Utilisé au cours de la Première guerre du Golfe, le JP 233 se révèle peu pratique et risqué, car exposant trop l'appareil et son équipage. Le recours à des sous-munition entre également en conflit avec la signature par le Royaume-Uni de plusieurs traités relatifs à l'usage des mines antipersonnel et les sous-munitions. Il est retiré du service peu après, au profit d'armement moins spécifiques.